# Гартен, Айна
Айна Розенберг Гартен (род. 2 февраля 1948) — американская писательница кулинарных книг и ведущая программы на Food Network под названием «Босоногая графиня».
Гартен не имеет специального кулинарного образования, она изучала кулинарное искусство с помощью Французской и Американской кулинарных книг. Позже она, доверившись интуиции и совету своих друзей, облагораживала рецепты. Её наставниками были Эль Забар, владелец Eli’s Manhattan и Eli’s Breads, и ведущая и автор кулинарных книг Марта Стюарт. Среди её блюд ремулад из корня сельдерея, грушевый клафути и упрощённая версия бёф бургиньон. Её кулинарная карьера началась с открытия гастронома деликатесов «Босоногая графиня», позже Гартен расширила свою деятельность до кулинарных книг-бестселлеров, авторских колонок в журнале, продуктов питания, выпускаемых под собственным брендом и популярного кулинарного ТВ-шоу на канале «Food Network».

## Молодость
Урождённая Айна Розенберг выросла в еврейской семье в Бруклине, штат Нью-Йорк, и воспитывалась в Стамфорде, штат Коннектикут. Гартен одна из двух детей, рождённых у Чарльза Розенберга, хирурга, специализирующегося в оториноларингологии, и его жены Флоренс. Будучи отличницей в школе, она имела предрасположенность к наукам, которую впоследствии использовала, экспериментируя с рецептами. Мама Гартен не одобряла стремление дочери помогать ей на кухне, желая, чтобы Айна больше концентрировалась на учёбе. Вспоминая об отце, Айна описывала его как яркую личность с множеством друзей и отмечала, что у неё больше общего с ним, чем с матерью.
В 15 лет, навещая брата в Дартмутском колледже, она познакомпилась с будущим мужем, Джеффри Гартеном.  После школы она поступила в Сиракузский университет,  вскоре выйдя замуж.

## Карьера
22 декабря 1968 в Стэмфорде Розенберг и Гартен поженились и вскоре переехали в Форт-Брэгг, штат Северная Каролина. В свободное время она увлекалась готовкой, пока Джеффри проходил военную службу во время войны во Вьетнаме
По окончании военной службы пара отправилась в 4-месячный отпуск в Париж, Францию, который Айна отписывала как начало любви к Французской кухне. Вернувшись в Америку, она начала совершенствовать свои кулинарные способности, занимаясь по книге Джулии Чайлд «Осваивая искусство французской кухни». Её еженедельная традиция устраивать ужины достигла совершенства, когда они с мужем переехали в Вашингтон в 1972 году.
В Вашингтоне, Айна, обучаясь в Университете Джорджа Вашингтона и получая степень MBA, работала в Белом доме. Продвигаясь по карьерной лестнице, Гартен достигла должности специалиста по анализу бюджетных вопросов в Административно-бюджетном управлении.
Пытаясь справиться со стрессом от работы и большого города, Гартен вновь увлеклась кулинарией. Занимаясь покупкой и перепродажей домов в окрестностях Калорамы, она смогла открыть гастроном деликатесов «Босоногая графиня».

### Гастроном «Босоногая графиня»
Айна покинула свою работу в Белом Доме в 1978 году после рекламы гастронома «Босоногая графиня» на побережье Саутгемптона.
«Моя работа в Вашингтоне была интеллектуальной и стимулирующей, но это была не я», — впоследствии объяснит Айна.
Переехав в Нью-Йорк, Айна приняла поспешное решение купить гастроном, который был назван предыдущим владельцем в честь фильма Джозефа Манкевича «Босоногая графиня» с Авой Гарднер в главной роли. Гартен сохранила оригинальное название гастронома, так как оно совпадало с её идеей об «элегантном, но приземлённом стиле» но до 2006 года она не видела фильм.
Спустя год гастроном переехал в богатый район Лонг-Айленда. В новом месте, увеличив свою площадь почти в семь раз, гастроном стал специализироваться на таких деликатесах как лобстеры, икра, импортный сыр и на товарах местного производства.
В помощники себе Гартен нанимала местных поваров и пекарей. Гастроном хвалили в прессе звёздные клиенты, такие как Стивен Спилберг и Лорен Бэколл.

### Кулинарные книги «Босоногая графиня»
По совету мужа Айна решила выпустить кулинарную книгу «Рецепты Босоногой Графини». Успех книги превзошёл все ожидания — и Айны и её издателя, достигнув продаж в 100 000 копий в первый год. В 2001 она выпустила книги «Barefoot Contessa Parties!» и «Barefoot Contessa Family Style», которые были номинированы на различные награды.
Её книги напечатаны в «журнальном», а не энциклопедическом формате, со множеством цветных фотографий.
В общей сложности, она выпустила более 9 000 000 копий девяти кулинарных книг.
Её новая книга «Cooking for Jeffrey» выпущена 25 октября 2016.

### Босоногая графиняна Food Network
После успеха кулинарных книг Гартен была приглашена на канал «Food Network» ведущей своего кулинарного шоу. Айна отклоняла это предложение несколько раз, пока за производство не взялась Найджела Лоусон.

### Книги
- The Barefoot Contessa Cookbook (1999), Clarkson Potter, ISBN 0-609-60219-5
- Barefoot Contessa Parties! Ideas and Recipes For Easy Parties That Are Really Fun (2001)
- Barefoot Contessa Family Style: Easy Ideas and Recipes That Make Everyone Feel Like Family (2002)
- Barefoot in Paris: Easy French Food You Can Make at Home (2004)
- Barefoot Contessa at Home: Everyday Recipes You’ll Make Over and Over Again (2006)
- Barefoot Contessa Back to Basics: Fabulous Flavor from Simple Ingredients Clarkson Potter. 2008. ISBN 978-1400054350.
- Barefoot Contessa: How Easy Is That? Clarkson Potter. 2010. ISBN 978-0307238764.
- Barefoot Contessa: Foolproof: Recipes You Can Trust (англ.). — Clarkson Potter[англ.], 2012. — ISBN 0307464873.
- Make It Ahead: A Barefoot Contessa Cookbook (англ.). — Clarkson Potter[англ.], 2014. — ISBN 978-0-307464880.
- Cooking for Jeffrey: A Barefoot Contessa Cookbook Clarkson Potter. 2016.

### Журнальные статьи
- «Entertaining is Fun!» (Martha Stewart Living[англ.]: с 1999 года по н. в.)
- «Entertaining» (O, The Oprah Magazine[англ.]: с 2003 года по н. в.)
- «Ask the Barefoot Contessa» (House Beautiful[англ.]: с 2006 года по н. в.)

### ТВ
- «From Martha’s Kitchen: Ina Garten’s Kitchen Clambake» (2000)
- «Barefoot Contessa» (с 2002 года по н. в.)
- «Chefography[англ.]» (c 2006 по 2010 гг.)
- «Студия 30» (с 2010 по 2011 гг.)[18][19]